# Violeta Bermúdez
Pour les articles homonymes, voir Bermúdez.
Violeta Bermúdez Valdivia, née le 12 août 1961 à Lima, est une femme d'État péruvienne, présidente du Conseil des ministres du 18 novembre 2020 au 28 juillet 2021.